# MCPパートナーズ
MCPパートナーズ株式会社（英語: MCP Partners Co., Ltd.）は日本のプライベート・エクイティ・ファンド、およびメザニンファンド運営会社の持株会社

## 概要
富士銀行系のバイアウトファンドであった富士キャピタルマネジメント株式会社が、富士銀行のみずほフィナンシャルグループへの統合によってみずほキャピタルパートナーズ株式会社に名称が変更された。会社の創設は2000年2月22日。
バイアウトファンド、メザニンファンドによる投資を行っている。
2021年2月12日、株主構成が従来のみずほ銀行50%、みずほキャピタル50%から、みずほ銀行14.9%、その他新株主85.1%に変更され、MCPパートナーズ株式会社（英語: MCP Partners Co., Ltd.）に商号変更された。
2021年10月1日、MCPパートナース株式会社の傘下に、MCPキャピタル株式会社、およびMCPメザニン株式会社を設立し、其々の会社にバイアウトファンド業務とメザニンファンド業務を移管し、各社間の情報遮断を行い利益相反を解消するために持株会社と各ファンド運営会社に機能分割した。